# Фере, Николай Эдуардович
Николай Эдуардович Фере (19 августа 1897 — 1981, Москва) — агроном и педагог, к.т.н., зав. кафедрой эксплуатации машинно-тракторного парка Московского государственного агроинженерного университета имени В. П. Горячкина с 1958 по 1962 г.
Наиболее известен как один из умелых и энергичных сподвижников А. С. Макаренко по Колонии им. Горького, сначала в должности помощника Макаренко по сельскому хозяйству, а затем и по всей производственной части. Соответственно Н. Э. Фере стал и одним из главных действующих лиц всемирно известной «Педагогической поэмы», где представлен под именем Эдуарда Николаевича Шере. Оставил воспоминания о постановке сельскохозяйственного труда в Колонии им. Горького и о самом Антоне Семёновиче Макаренко.

## Биография
Николай Эдуардович Фере родился 19 августа 1897 года в городке Гельмязов Золотоношского уезда (тогда относился к Полтавской губернии,  ныне Золотоношский район Черкасской области), оказавшись пятым (предпоследним) ребёнком в семье надворного советника, старшего помощника надзирателя 1-го округа Полтавского акцизного управления. Детские и школьные годы у Николая прошли в Полтаве. В 1906 году умер отец, в это время старшему ребенку семьи было только 13 лет. Для содержания семьи матери пришлось давать частные уроки, с большим трудом она смогла обеспечить своему сыну среднее образование в одной из полтавских гимназий.
На третий год Первой мировой войны (1916 г.) Николай Эдуардович был призван в армию. После войны, в 1921 г., окончил сельскохозяйственный факультет Киевского политехнического института и ряд лет трудился агрономом в совхозах военного ведомства на Полтавщине.

## В Колонии им. Горького
В апреле 1924 года перешёл в Полтавскую трудовую колонию имени М. Горького, где стал помощником А. С. Макаренко, руководил всеми отраслями сельского хозяйства (семеноводство, животноводство, огородничество, садоводство, цветоводство и т. п.), а также учебной работой по теории сельского хозяйства во всех группах школы.
Более подробно, знакомство Н.Э. Фере с Колонией и её заведующим состоялось следующим образом.
Как и многие на Полтавщине в то время, Николай Эдуардович был наслышан и интересовался необычным новым заведующим Колонии в Трибах. В апреле 1922 г. Фере первый раз встретился и разговорился с колонистами о необычном происшествии в колонии, но лично познакомиться с заведующим ещё два года не доводилось. В начале 1924 г. знакомая Н. Э. Фере, бухгалтер Е. А. Пышнова, поступившая на работу в колонию, предупредила его, что Антон Семёнович подыскивает себе помощника — специалиста в области сельского хозяйства. Это и послужило предлогом для знакомства, состоявшегося в начале апреля 1924 г. в помещении Полтавского отдела народного образования.
Ни о чём не расспрашивая, А. С. Макаренко сразу заговорил о положении хозяйства колонии.

Колония имени М. Горького, расположенная пока ещё в маленьких Трибах, должна освоить полученное ею большое хозяйство в Ковалёвке, на другом берегу реки Коломак. Колония испытывает серьёзные затруднения с продовольствием. Земли в Трибах немного, около двенадцати гектаров, а почва — сыпучий песок. Урожаи иногда даже не покрывают расходов на семена. В Трибах невозможно правильно организовать труд колонистов, являющийся основой воспитательно-педагогической работы с ними. В Ковалёвке же до 80 гектаров земли и почва хорошая — чернозём; там есть луга и сад. <…>.
Сельское хозяйство должно быть построено на научных основах и вестись образцово. Поэтому, сказал Антон Семёнович, он и решил пригласить в качестве своего помощника специалиста-агронома.

При этом Макаренко ставил задачу во что бы то ни стало успешно закончить предстоящий весенний сев и уже в этом году полностью обеспечить потребность колонии в овощах, а в будущем году — в жирах и в молоке. При этом он подчеркнул, что не может быть и речи о привлечении для сельскохозяйственных работ какой бы то ни было наёмной рабочей силы, кроме небольшого числа руководителей-специалистов.
«Как ни молод я был, пишет дальше Н. Э. Фере, у меня хватило жизненной опытности, чтобы отчётливо представить себе, какой нелёгкий путь ожидает меня… <…> но молодость взяла своё: она подсказала мне, что пренебречь интересной работой под руководством талантливого человека только потому, что эта работа трудна,- признак непростительной слабости».
И 14 апреля 1924 г. Н. Э. Фере приступил к обязанности помощника начальника Колонии им. Горького по сельскохозяйственной части. Соседи уже начали сев и с первого же дня потребовалось распределять поля, налаживать инвентарь, учить работе с плугом и т. д.
В начале 1925 г. Макаренко впервые за многие годы решил, наконец, взять небольшой отпуск для поездки в Москву и попросил Фере быть своим заместителем. Около месяца Николай Эдуардович с помощью Совета бригадиров успешно руководил делами и все вместе ждали возвращения Антона Семёновича…
Под руководством и с участием Н. Э. Фере в Колонии им. Горького были внедрены более современные на то время сельскохозяйственные технологии, подбирались лучшие сорта растений и элитные породы животных, за приплодом которых окрестные селяне выстраивались в очередь. Удалось добиться приличной для тех лет урожайности — 30 ц пшеницы с гектара. Фере начал внедрять многопольный севооборот с упором на кормовые культуры и взял курс на развитие более прибыльного животноводства.
Н. Э. Фере внимательно присматривался, старался перенять также воспитательные и педагогические подходы А. С. Макаренко.
В 1927 году А. С. Макаренко разработал проект создания Управления детколониями Харьковской области (тогда ещё губернии), которое должно было взяться за широкое внедрение в жизнь опыта колонии имени М. Горького.
Отдел народного образования Харьковского губисполкома высказался против предложений Антона Семёновича, однако проект был сдобрен одним из заместителей председателя губисполкома, хорошо знавшим старый и новый Куряж. Но заведовать Управлением детколониями Антон Семёнович отказался, и по его совету во главе этого нового учреждения была поставлена по совместительству Галина Стахиевна Салько. Макаренко стал её заместителем, заведование производственной частью Управления поручено было Н. Э. Фере.
Однако, по настоянию не смирившихся с поражением работников Наробраза, Управление не получило никаких административных прав и, в частности, права сменять персонал детских учреждений. Поэтому его деятельность вынужденно была ограничена посещением колоний и сообщениями об опыте Колонии им. Горького из первых уст её создателей. Об опыте, как пишет Н. Э. Фере, зачастую и сознательно искажавшемся и извращавшемся недоброжелателями до неузнаваемости: чаще всего распространялись слухи о якобы жестоком обращении с детьми, широком применении карцеров в Колонии им. Горького и т. п. околесица…
В мае 1928 г. Н. К. Крупская выступила на съезде комсомола с резкой критикой А. С. Макаренко и его подходов в том же понимании (якобы рукоприкладство, казарменные порядки и т. п.) как их представили представители украинского наробраза. В июне Антон Семёнович был уволен с поста заведующего колонией, вскоре, столкнувшись с насаждаемыми новым директором порядками, стали покидать её и другие сотрудники.

## Очерк об экспедиции в Донские степи
В конце 1928 г. Зернотрест предложил Н. Э. Фере участвовать в научной экспедиции в Донские степи по изучению опыта работы первых крупных механизированных зерносовхозов, он дал согласие и в начале 1929 года тоже простился с колонией.
Перед отъездом Фере заехал в Коммуну им. Дзержинского, где тепло вспоминали прошлые годы, поговорили и о будущей экспедиции.
Макаренко предложил:

— Как бы мне самому хотелось окунуться в вашу работу! Поехать в совхоз я, конечно, не могу. Но если вы не возражаете, я охотно помогу вам по возвращении литературно оформить всё, что вы делали, видели, слышали. Осветить в живом очерке опыт первых крупных механизированных совхозов будет крайне полезно для тысяч рядовых организаторов социалистического сельского хозяйства Украины. Давайте сделаем это?
Я с радостью согласился на предложение Антона Семёновича усердно собирать в экспедиции материалы для будущей очерковой книжки, о которой он говорил…

Весну, лето и осень Н. Э. Фере провёл в Донских степях, а в декабре 1929 года снова встретился с Антоном Семёновичем в Харькове на квартире его жены Галины Стахиевны Салько. Макаренко в то время завершал «Педагогическую поэму», начал знакомить и обсуждать с Галиной Стахиевной и Фере её главы. Январь-февраль 1930 года еженедельно проходили эти встречи. В марте, отложив на неделю работу над «Педагогической поэмой», Антон Семёнович взялся за очерк на основе материалов экспедиции Н. Э. Фере и уже в следующую пятницу читал его Николаю Эдуардовичу с Галиной Стахиевной.

Собранные мною наблюдения и данные были мастерски литературно обработаны Антоном Семёновичем, оживлены поэтичными описаниями степной природы и обогащены очень ценными сравнениями и глубокими замечаниями по экономическим и политическим вопросам.
На мою долю оставалось внести ряд технических поправок, и очерк можно было публиковать.
Так родилась в соавторстве со мною небольшая книга Антона Семёновича, названная им «На гигантском фронте».

Хотя первая часть «Педагогической поэмы» и названный очерк были сданы в Государственное издательство Украины одновременно — весной 1930 года, издательство отказалось печатать «Педагогическую поэму» под предлогом её дискуссионности, в то же время очерк «На гигантском фронте» оно одобрило без всяких возражений.
А. С. Макаренко решительно не хотел ставить свою фамилию на его обложке, чтобы не давать повод его обвинить в «несерьёзности», «разбросанности», попытке делать выводы и обобщения в малознакомой ему области жизни. В конце концов соавторы пришли к соглашению указать на обложке только их инициалы (Н. Ф. и А. М.). Издательство не возражало и очерк вышел в свет летом 1930 года на украинском языке и, таким образом, оказался первым печатным трудом Макаренко, увидевшим свет раньше «Педагогической поэмы».
До конца жизни А. С. Макаренко они поддерживали добрые отношения с Н. Э. Фере, неоднократно встречались, в том числе в Москве.
Позже Николай Эдуардович Фере напишет и издаст воспоминания о постановке сельскохозяйственного дела в Колонии им. Горького и о самом Макаренко, которые назвал «Мой учитель».

## Последующая трудовая деятельность
В 1930 году Н. Э. Фере начал по совместительству работать лектором и преподавателем в ряде харьковских вузов, а с 1934 года полностью перешёл на вузовскую учебную работу. К 1939 г. Н. Э. Фере защитил диссертацию на звание к.т.н., стал доцентом и в этом же году его приглашают на кафедру эксплуатации машинно-тракторного парка в Московский государственный агроинженерный университет имени В. П. Горячкина, где он преподавал, совместно с сотрудниками подготовил несколько пособий по специальности кафедры, а с 1958 по 1962 г. являлся заведующим названной кафедры.
Умер в Москве в 1981 г.

## Награды и признание
Многолетний успешный труд Николая Эдуардовича Фере как в сельском хозяйстве, так на и педагогической ниве, отмечены
- орденом Трудового Красного Знамени,
- медалью «За освоение целины»
- и другими наградами[5].

## Основные труды

### по специальности
- Н. Ф. и А. М. На велетенському фронті (На громадном фронте). Украина, 1930 г.  (укр.)
- Фере Н. Э., Усов П. В., Шмелёв Б. М. и др. Сельскохозяйственное машиноведение. Пособие для учащихся 8 класса. Москва: Учпедгиз, 1961 г. 208 с.[6]
- Фере Н. Э., Бубнов В. З., Еленев А. В., Пильщиков Л. М. Пособие по эксплуатации машинно-тракторного парка. Москва: Колос, 1978. 2-е изд.[7]

### Воспоминания о Макаренко и Колонии им. Горького
- Фере Н. Э. Мой учитель. М.: Правда, 1953 г., 103 с.
- Фере Н. Э. Мой учитель. // Воспоминания о Макаренко (Сборник материалов) / Сост. Н. А. Лялин, H.A. Морозова. — Л., 1960. 346 с. — С. 99-212.
- Фере Н. Э. Сельскохозяйственный труд в колонии им. М. Горького // Воспоминания о Макаренко (Сборник материалов) / Сост. Н. А. Лялин, H.A. Морозова. — Л., 1960. 346 с. — С. 213—235.

### Редактура и консультирование пед. изданий
- Организация воспитательного процесса в практике А. С. Макаренко : Учеб. пособие / М-во просвещения РСФСР. Горьк. гос. пед. ин-т им. М. Горького; Подгот.: А. А. Фроловым; Под ред.: В. А. Сластёнина и Н. Э. Фере. - Горький, 1976. - 96, [2] с.; 22 см.